# SciTE
A SciTE (ami a Scintilla Text Editor rövidítése) egy SCIntilla alapú, nagyon kényelmesen kezelhető szövegszerkesztő, amely hasznos lehet programozók számára; leginkább a forráskódok szerkesztését támogatja. Tartalmaz szintaxiskiemelő / szintaxis-színező funkciót, így a forrásban azonnal észrevehetőek a félregépelések.
Funkciógazdag, könnyen kezelhető szövegszerkesztő program. Van windowsos és linuxos verziója is, mindkettő remekül használható és nagyon sok programnyelv szintaktikáját ismeri.

## Történet
A SciTE első verziója 1999-ben jelent meg.

## Jellemzők
Kifejezetten a programfejlesztést célzó szövegszerkesztő. Szerkesztés-segítő eszközei: csere a kijelölésben, a csere reguláris kifejezéseket is használhat alcsoportokkal; keresés fájlokban, kód-összecsukás, API fájlok, formázott másolás, rövidítések használata, többszörös kijelölés, változó szélességű betűtípus támogatása. A szerkesztőfelületen több dokumentum lehet nyitva, ezek fülekkel jelölt lapokon érhetők el. A szerkesztőn belüli futtatás eredménye új ablakban jelenik meg.
A SciTE sok nyelvhez biztosít szintaxis-színezést, a teljes lista elérhető a hivatalos dokumentációban. A Scintilla-alapú szövegszerkesztőkhöz hasonlóan a SciTE sem támogatja tökéletesen a jobbról balra haladó írású nyelveket, mint az arab.

### Támogatott nyelvek
A támogatott nyelvek a teljesség igénye nélkül a következők:
- Ada
- ANS.1 MIB definíciós fájlok
- APDL
- Assembler (NASM, MASM)
- AutoIt
- Avenue
- Batch fájlok (MS-DOS)
- Baan
- Bash
- BlitzBasic
- Bullant
- C/C++/C#
- Clarion
- conf (Apache)
- CSound
- CSS
- diff fájlok
- E-Script
- Eiffel
- Erlang
- Flagship (Clipper / XBase)
- Flash (ActionScript)
- Fortran
- Forth
- Haskell
- HTML
- HTML beépített JavaScripttel, VBScripttel, PHP-val és ASP-vel
- Gui4Cli
- IDL (MSIDL és XPIDL)
- INI, tulajdonságok stb.
- Java
- JavaScript
- LISP
- LOT
- Lout
- Lua
- Make
- Matlab
- Metapost
- MMIXAL
- MSSQL
- nnCron
- NSIS
- Objective Caml
- Octave
- Pascal/Delphi
- Perl
- PostScript
- POV-Ray
- PowerBasic
- PureBasic
- Python
- Rebol
- Ruby
- Scheme
- scriptol
- Specman E
- Smalltalk
- SQL és PLSQL
- TADS3
- TeX és LaTeX
- Tcl/Tk
- VB és VBScript
- Verilog
- VHDL
- XML
- YAML